# Église Saints-Pierre-et-Paul d'Agrò
Pour les articles homonymes, voir Église Saints-Pierre-et-Paul.
L'église Saints-Pierre-et-Paul (en italien : Santi Pietro e Paolo) est une église située à Agrò, hameau de Casalvecchio Siculo en Sicile.
Ruinée par l'occupation arabe de la Sicile, l'abbaye byzantine Santi Pietro e Paolo est restaurée par Roger II de Sicile en 1114-1115. 
L'église est construite en 1117, selon plan basilical à trois nefs et trois absides. 
L'extérieur présente une silhouette massive, avec une façade polychrome mêlant briques rouges, pierres de lave noire et calcaire blanc et coiffée par des merlons. Le narthex est encadré par deux tours partiellement détruites.
A l'intérieur, la nef centrale, séparée des autres par des colonnes où reposent des arcs outrepassés, est couronnée d'une coupole, comme le chœur.
Probablement abimée par un séisme, elle est restaurée en 1171.
L'abbaye est parmi les premières suffragantes du monastère Saint-Sauveur de Messine.